# خليج جميع القديسين
خليج جميع القديسين (بالبرتغالية: Baía de Todos os Santos‏) هو الخليج الرئيسي لولاية باهيا البرازيلية. يقع على الساحل الشرقي للبرازيل، ويحيط بجزء من سلفادور ويطل على المحيط الأطلسي. تيغطي مساحة 1،223 كيلومتر مربع (472 ميل مربع)، مما يجعله أكبر خليج في البرازيل.

## التاريخ
كان المستكشف الإيطالي أمريكو فسبوتشي أول أوروبي يزور الخليج، خلال رحلته الثانية إلى الأمريكتين. دخل الخليج في يوم جميع القديسين (1 نوفمبر) عام 1501. سمى خليج المخلص المقدس لجميع القديسين على اسم التاريخ وكنيسته الرعوية في فلورنسا. في البداية، كان الخليج، والمستوطنة الرئيسية المحيطة به يشتركون جميعًا في نفس الاسم، لكن تم تمييزهم في النهاية، حيث أصبحت الولاية ببساطة باهيا، وأصبح الخليج خليج جميع القديسين، وأصبحت المدينة سلفادور.[بحاجة لمصدر]
في عام 1501، بعد عام واحد من وصول أسطول بيدرو ألفاريز كابرال في بورتو سيجورو، وصل غاسبار دي ليموس إلى خليج جميع القديسين وأبحر في معظم ساحل باهيا. كان أول أوروبي ينزل في مورو دي ساو باولو هو مارتيم أفونسو دي سوزا في عام 1531، بينما كان يقود رحلة استكشافية مكلفة باستكشاف ساحل القارة الجديدة.[بحاجة لمصدر]
كانت سلفادور ميناءً رئيسيًا للعبيد لحقول قصب السكر في البرازيل بحلول أوائل القرن الثامن عشر. في أيام صيد الحيتان، كانت أيضًا مكانًا شائعًا، حيث كان الخليج مكانًا لتزاوج الحيتان.